# اینوار

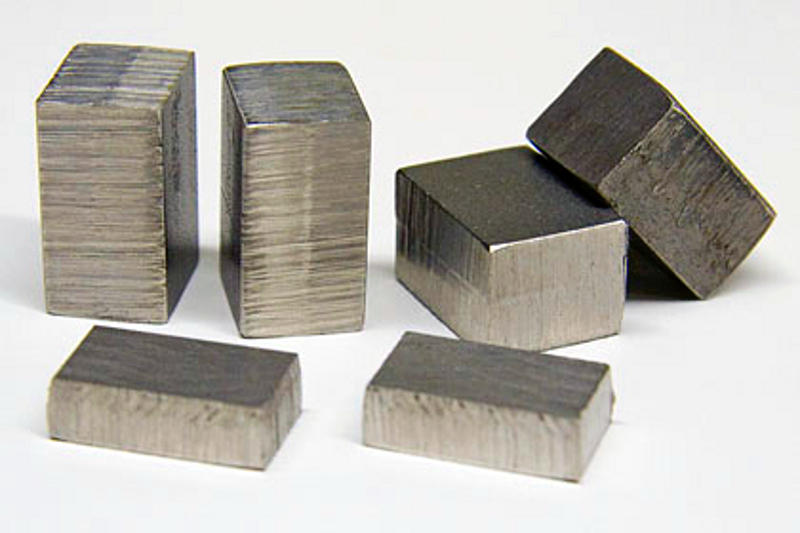
نمونه‌هایی از اینوار

اینوار (به انگلیسی: invar)، که عموماً نیز به عنوان FeNi36 (64FeNi در ایالات متحده) شناخته می‌شود، آلیاژ نیکل - آهن می‌باشد که به دلیل ضریب انبساط حرارتی (CTE یا α) پایین و منحصر به فرد آن قابل توجه است. نام اینوار از کلمه ثابت (به انگلیسی: invariable) گرفته شده‌است که به عدم انبساط یا انقباض نسبی آن با تغییرات دما اشاره دارد.
کشف این آلیاژ در سال ۱۸۹۵ توسط فیزیکدان سوئیسی شارل ادوارد گیوم صورت گرفت و به‌خاطر آن در سال ۱۹۲۰ جایزه نوبل فیزیک دریافت کرد و باعث بهبود ابزارهای علمی شد.

## خواص

در این شکل ضریب انبساط حرارتی آلیاژهای نیکل/آهن در برابر درصد نیکل (بر اساس جرم) در آلیاژ رسم شده‌است. کمترین ضریب انبساطی حرارتی در نسبت ۳۶ درصد نیکل رخ می‌دهد.

مانند سایر ترکیبات نیکل/آهن، اینوار نیز محلول جامد است؛ یعنی یک آلیاژ تک‌فاز است. یک نسخه تجاری آن تقریباً از ۳۶٪ نیکل و ۶۴٪ آهن تشکیل شده‌است. محدوده اینوار توسط دانشمندان وستینگهاوس در سال ۱۹۶۱ به عنوان «۴۵–۳۰ اتم درصد نیکل» توصیف شد.
درجه‌های رایج و معمولی اینوار دارای ضریب انبساط حرارتی (با α نشان داده می‌شود و بین ۲۰ تا ۱۰۰ درجهٔ سانتی‌گراد اندازه‌گیری می‌شود) حدود ۱/۲ppm/°C، در حالی که فولادهای معمولی دارای مقادیری در حدود ۱۵–۱۱ قسمت‌درمیلیون بر درجهٔ سانتی‌گراد هستند. درجه‌های فوق خالص (<۰٫۱٪ Co) می‌توانند به آسانی مقادیری به کمی ۰/۶۵–۰/۶۲ قسمت‌درمیلیون بر درجهٔ سانتی‌گراد تولید کنند. برخی از فرمول‌ها ویژگی‌های انبساط حرارتی منفی (NTE) را نشان می‌دهند. اگرچه پایداری ابعادی بالایی را در طیف وسیعی از دماها نشان می‌دهد، اما تمایل به خزش دارد.
اینوار در جاهایی مورد استفاده قرار می‌گیرد که به پایداری ابعادی بالا نیاز است، مانند ابزارهای دقیق، ساعت‌ها، سنج‌های خزش‌لرزه، قاب‌های ماسک روزنه‌دار، سوپاپ‌های درون موتورها و قالب‌های بزرگ هواساز.
یکی از اولین کاربردهای آن در چرخ‌های تعادل ساعت و میله‌های آونگی برای ساعت‌های تنظیم‌کنندهٔ دقیق بود. در زمان اختراع، ساعت آونگی دقیق‌ترین زمان‌سنج جهان بود و محدودیت در دقت زمان‌سنجی به دلیل تغییرات طولی آونگ در دماهای مختلف بود. ساعت تنظیم کننده رایفلر که در سال ۱۸۹۸ توسط کلمنس ریفلر ساخته شد، اولین ساعتی بود که از آونگ اینوار استفاده کرد، دقت ۱۰ میلی ثانیه در روز داشت و تا دههٔ ۱۹۳۰ به عنوان استاندارد زمانی اولیه، در رصدخانه‌های دریایی و خدمات ساعت ملی عمل می‌کرد.
در نقشه‌برداری زمین، زمانی که قرار است تسطیح ارتفاعی مرتبه اول (با دقت بالا) انجام شود، میله تراز مورد استفاده به جای چوب، فایبرگلاس یا سایر فلزات از اینوار ساخته می‌شود. در برخی از پیستون‌ها برای محدود کردن انبساط حرارتی آن‌ها از پایه‌های اینوار در داخل سیلندرها استفاده شد. در ساخت ساختارهای مواد کامپوزیتی بزرگ برای قالب‌های چیدمان فیبر کربنی هوافضا، از اینوار برای تسهیل ساختن قطعات با تحمل بسیار کم استفاده می‌شود.

## تغییرات
انواعی از مواد اولیه اینوار وجود دارد که ضریب انبساط حرارتی کمی متفاوت دارند، مانند:
- Inovco که Fe-33Ni-4.5Co است و ضریب انبساط حرارتی آن ۰/۵۵ قسمت در میلیون بر درجهٔ سانتی‌گراد می‌باشد (از ۲۰ تا ۱۰۰ درجهٔ سانتی‌گراد).
- FeNi42 (به عنوان مثال آلیاژ NILO ۴۲)، که حاوی ۴۲ درصد نیکل و α ≈ 5.3 ppm/°C است، به‌طور گسترده به عنوان مواد قاب سرب برای قطعات الکترونیکی، مدارهای مجتمع و غیره استفاده می‌شود.
- آلیاژهای FeNiCo - به نام Kovar یا Dilver P - که رفتار انبساطی مشابهی با شیشه بوروسیلیکات دارند و به همین دلیل برای قطعات نوری در طیف وسیعی از دماها و کاربردها مانند ماهواره‌ها استفاده می‌شود.

## توضیح خواص غیرعادی
توضیح دقیق و باجزئیات CTE به‌طور غیرعادی پایین اینوار برای فیزیکدانان مبهم است.
همه آلیاژهای مکعبی آهن-نیکل با محوریت چهرهٔ غنی از آهن، ناهنجاری‌های اینوار را در خواص حرارتی و مغناطیسی اندازه‌گیری شدهٔ خود نشان می‌دهند که به‌طور مداوم با ترکیب آلیاژ متفاوت به‌شدت تکامل می‌یابند. دانشمندان یک بار مطرح کرده بودند که رفتار اینوار نتیجه مستقیم یک انتقال ممان مغناطیسی بالا به ممان مغناطیسی پایین است که در سری مکعبی Fe-Ni در مرکز آن رخ می‌دهد (و باعث ایجاد آنتی‌تانیت معدنی می‌شود). با این حال، این نظریه نقض شد. در عوض، به نظر می‌رسد که انتقال ممان کم/ممان زیاد با یک حالت فرومغناطیسی سرخورده با ممان مغناطیسی بالا انجام می‌شود که در آن پیوندهای تبادل مغناطیسی Fe-Fe دارای یک اثر حجمی مغناطیسی بزرگ با علامت و بزرگی مناسب برای ایجاد ناهنجاری انبساط حرارتی مشاهده شده‌است.
وانگ و همکارانش، مخلوط آماری بین پیکربندی کاملاً فرومغناطیسی (FM) و پیکربندی‌های چرخشی (SFCs) در Fe
3Pt با انرژی‌های آزاد FM و SFCs پیش‌بینی‌شده از محاسبات اصول اول را در نظر گرفتند و قادر به پیش‌بینی محدوده دمایی انبساط حرارتی منفی تحت فشارهای مختلف شدند. این نشان می‌دهد که همهٔ FMها و SFCsهای منفرد دارای انبساط حرارتی مثبت هستند و انبساط حرارتی منفی از افزایش جمعیت SFCsها با حجم‌های کوچک‌تر از FM سرچشمه می‌گیرد.